# Horne Kirke

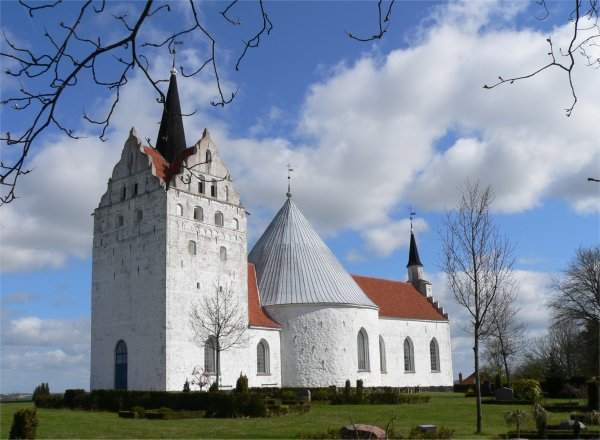
Horne Kirke på Fyn, med inbyggd rundkyrka i mitten.

Horne Kirke är en stor kyrka på sydvästra delen av Fyn i Danmark, som till stor del byggdes upp under senmedeltiden.
Kyrkan är också Fyns enda exempel på en rundkyrka och den ursprungliga rundkyrkan är nu inbyggd i den övriga kyrkan. Utbyggnaderna i gotisk stil sträcker sig ut åt öster och väster. Kyrktornet i väster är 32,4 meter högt. Det finns fler rundkyrkor på bland annat Bornholm och i Stockholmsområdet och på en del andra håll i Danmark och Sverige.
Orgeln på 22 stämmor är från 1940. Kyrkklockorna är daterade till 1568 och 1613.